# 関東学院六浦中学校・高等学校
関東学院六浦中学校・高等学校（かんとうがくいんむつうらちゅうがっこう・こうとうがっこう）は、神奈川県横浜市金沢区六浦東に所在し、中高一貫教育を提供する私立中学校・高等学校。

## 特色
「人になれ　奉仕せよ」という校訓を掲げており、年数回の福祉施設等における奉仕活動が教育課程に含まれる。聖書に基づく理想の生徒像として、「共に励まし合う人」「社会に奉仕する人」「平和を尊重する人」を、教育目標としている。

## 組織・運営
学校法人関東学院の隷下に六浦事務センターが設置され、理事19人中六浦中学校・高等学校長の2名が法人常勤理事となっているほか、法人評議員として別途2名が参加する。
教員数は、高等学校が常勤30名、非常勤22名、専任2名、中学校が常勤33名、非常勤24名、専任2名(2015年現在)。

## 校舎
- 1号館（2,679 ㎡:教室）
- 2号館（4,277 ㎡:教員室、特別教室、図書館、保健室等）
- 3号館（2,512 ㎡:教室、特別教室等）
- 4号館（1,793 ㎡:食堂、特別教室等）
- 本館（2,882 ㎡:事務室、礼拝堂、音楽室等）
- 体育館（1,766 ㎡:体育館）
- 文化部室棟（600.54㎡:生徒会室等）
- 運動部室棟（277.34㎡:運動部部室）

## 教育・学業
- 6年間を3段階に分けた教育システムを展開している。 中1・中2では30名程度の少人数のクラスを編成、中3以降「アドバンス」と「スタンダード」の2クラスに分かれ数学・英語・国語(高１スタンダードのみ)で習熟度別少人数授業を実施している。また、2021年度より「スタンダード」と「アドバンス」に加えて「GLE」が高校1年生以降追加された。
- 希望制で大学教員による理科学実験講座や大学受験補講を行っている。

- 2007年度より制度改革を実施し、2015年より一部に英語型入試を導入し、8人のネイティブ教員を中心に、「読む」「書く」「聞く」「話す」の4技能を目標とした授業を行う。「英語コミュニケーションモデル校」としての 取り組みを行っており、発話性を重視した授業のスキル向上に取り組んでいる。
- 国内留学、カナダ留学、カンボジアサービスラーニング、オーストラリアターム留学等様々なグローバル研修プログラムを実施している。
- 特別活動の一部として、東北福幸ボランティア活動等がある。
- 課外活動として中学ラグビー部が3年連続関東大会出場、中学、高校弓道部が全国大会、関東大会に出場、カヌー部が関東大会に出場するなど、スポーツ活動が比較的盛んである。
- またラグビーでは高校男子が関東大会ブロック優勝、女子が世界大会出場を果たすなど活躍している。
- さらに鉄道研究部が世界3位に輝く、生物部がマリンチャレンジプログラムに採択されるなど、文化部の活動も盛んである。
- 高校女子ラグビー部、2021年度グローバルアリーナ大会、夏のオッペンカップ、第4回全国U18女子セブンズ全てに優勝をして、三冠達成。
- 総合的な探究の時間、言語力活用講座、地球市民講座などの独自の教育プログラムが存在している。
- 道徳の時間はなく、代わりに聖書という科目が存在する。

## 学内奨学金
- 六穂会育英資金（給付）
- ターム留学奨学金（給付）

## 沿革
- 1884年10月6日 : 横浜山手64番地に横浜バプテスト神学校創立。
- 1895年9月10日 : 東京府東京市京橋区築地居留地42番に東京中学院創立。
- 1889年 : 東京中学院が東京府東京市牛込区左内町29番地に移転し、校名を東京学院中等科と改称する。
- 1919年 : 中学関東学院の設立が認可される。
- 1927年 : 財団法人関東学院を組織。中学関東学院は、関東学院中学部となる。
- 1943年 : 青山学院文学部、高等商業学部、関東学院高等商業部が明治学院に統合される。古賀武夫教授（後の西南学院理事長・学長）が関東学院の残置を文部省や明治学院長に陳情。
- 1944年 : 関東学院校内にビクター工場が疎開し、防空通信機材を製作し、体育館は食糧団倉庫になり、防衛隊が駐屯。
- 1945年 : 終戦後、古賀武夫らは校舎拡張のため、海軍施設の払下げを海軍省、大蔵省、文部省およびGHQと交渉を行う。
- 1946年 : 横浜大空襲による被害のため、金沢区六浦町に移転。
- 1947年 : 新制関東学院中学校設立。
- 1948年 : 新制関東学院高等学校設立。
- 1949年 : 関東学院中学校・高等学校が校舎再建により南区三春台に移転するが、一部を六浦教室として六浦校地に残す。
- 1953年 : 六浦校地の六浦教室を関東学院六浦中学校・高等学校として分離独立。
- 1996年 : 礼拝堂にパイプオルガンを設置。
- 1999年 : 週5日制実施。
- 2009年 : 週6日制実施。
- 2012年 : 週5日制及び1日7時間制実施。また、土曜日補習制実施。

## 部活動
運動部
- 陸上競技部
- 卓球部
- 剣道部
- 水泳部
- 弓道部
- 中学野球部
- 硬式テニス部
- サッカー部
- バドミントン部
- バスケットボール部
- バレーボール部
- ラグビー部
- 高校野球部
- スキー部
- ゴルフ愛好会
- ダンス部（2022年度より同好会から部に昇格）
- カヌー部（非公式）
- 水泳部（非公式）

文化部
- 茶道部
- 生物部
- 美術部
- 漫画研究部
- 聖歌隊
- インターアクトクラブ
- 家庭部
- オルガニストギルド
- YMCA部
- 化学部
- S.C.S
- 写真部
- 吹奏楽部
- 演劇部
- 軽音楽部
- 鉄道研究部

## 行事
- 入学式（4月上旬）
- 自然教室（5月上旬）※J1,J2のみ
- スポーツ大会（6月中旬）
- 芸術鑑賞（6月下旬）
- 六浦祭（10月下旬）
- 卒業式（3月上旬）

## 交通
- 京急線 金沢八景駅 徒歩15分
- 金沢八景駅バスターミナル1番乗り場から京急バス八8系統に乗車し、関東学院正門下車徒歩1分。

## 著名な出身者
- 中村裕介（作曲家）
- 古谷徹（声優）
- 竹中直人（俳優）
- 望月祐多（元俳優）
- 小泉孝太郎（俳優）[1]
- 小泉進次郎（衆議院議員）
- 浦輝ひろと（元宝塚歌劇団花組男役）
- 佐々木智一（NHKアナウンサー）
- 川添麻美（RKB毎日放送アナウンサー）
- 篠田真宏（研修トレーナー・実業家）
- 蒲谷和茂（元プロ野球選手）
- 日下太平（ラグビー選手 中退）
- 松下怜央（ラグビー選手）
- 矢野裕二郎（ラグビー選手）
- 向來桜子（女子ラグビー選手）
- 木下智裕（自転車選手）
- 田野井一雄（横浜市会議員）
- 西亜利沙 （女子ラグビーオリンピック選手）

## 関連校
- 学校法人関東学院
  - 関東学院大学（横浜市中区、金沢区、小田原市）
  - 関東学院中学校高等学校（横浜市南区）
  - 関東学院小学校（横浜市南区）
  - 関東学院六浦小学校（横浜市金沢区）
  - 関東学院六浦こども園（横浜市金沢区）
  - 関東学院のびのびのば園（横浜市港南区）
- 西南学院大学